# Eudinopus dytiscoides
Eudinopus dytiscoides là một loài bọ cánh cứng trong họ Bọ hung (Scarabaeidae).